# Лев (Юрлов)
Епископ Лев (в миру Лаврентий Михайлович Юрлов; около 1678, Семово, Курмышский уезд — 28 января (8 февраля) 1755, Московский Знаменский монастырь) — епископ Русской православной церкви, епископ Воронежский и Елецкий.

## Биография
Сын нижегородского дворянина Михаила Матвеевича Юрлова, родился около 1678 года в отцовском имении, селе Семове Курмышского  уезда, Нижегородской епархии.
В юных годах он лишился своих родителей и был взят на воспитание боярином князем Иваном Борисовичем Троекуровым. Воспитание и образование Лаврентий Михайлович получил домашнее; вместе с князем Иваном Ивановичем Троекуровым он участвовал волонтёром в двух походах под Азов и в походе под Ругодив (Нарву) в 1701-м году.
В конце XVII и начале XVIII века Лаврентий Юрлов состоял пажом при вдовствующей царице Марфе Матвеевне Апраксиной, второй супруге царя Феодора Алексеевича, умершего в 1682 году. Во время службы при Дворе в жизни его произошли какие-то невыясненные роковые обстоятельства, и он должен был покинуть придворный круг и удалиться в монастырь.
23-летним юношей он отправился для предварительного испытания в Троицкий Сергиев монастырь, где и пребывал при архимандритах Иларионе Властелинском (1701—1704) и Сильвестре Холмском (1704—1708) под ближайшим руководством монастырского духовника иеромонаха Георгия Дашкова, некогда бывшего сподвижником Шеина под Азовом, по его собственным словам, «лет с десять или менее», откуда, вероятно около 1711 года, был послан строителем в Астраханский Троицкий монастырь, где, по его же словам, и пострижен в монашество с именем Льва духовником того монастыря иеромонахом Иоасафом, а в 1715 году митрополитом Астраханским и Терским Сампсоном посвящён в иеродиаконы и затем и в иеромонахи.
В 1716 году иеромонах Лев переведён был строителем в Астраханский же Спасо-Преображенский монастырь, а в 1718 году перешёл в Донской монастырь; из этого монастыря, по приглашению Георгия Дашкова, он переехал в Ростов.
Однако вскоре иеромонах Лев был определён в число братства Александро-Невского монастыря, откуда взят был во флот на корабль «Ангут», а по окончании кампании Высочайшим Именным указом в 1720 году. определён архимандритом в Переславль-Залесский, в Горицкий Успенский монастырь. В том же 1720-м году он подписал в числе других настоятелей монастырей «Духовный Регламент».
В 1724-м году, по доношению из приказа Иностранных Дел, архимандрит Лев попал под суд и следствие за растрату казённого имущества Астраханского Троицкого монастыря и до исследования дела отрешён был от настоятельства определением Св. Синода от 29 января, с тем, чтобы имел пребывание в Чудовом монастыре, но 20 мая того же 1724 года по случаю совершившегося 7 того же мая коронования императрицы Екатерины І, в торжестве которого архимандрит Лев участвовал по вызову Св. Синода, вина его была прощена и ему повелено было быть по-прежнему архимандритом в Горицком монастыре.
С этого же года начинается энергичная борьба архимандрита Льва с Монастырским приказом из-за монастырских вотчин. По поручению Монастырского приказа канцелярист Кожин, в 1724 году, в отсутствие и против воли архимандрита Льва, вывез на подводах оставленный на пищу братии хлеб. Посланные архимандритом Львом в погоню люди застигли обоз с монастырским хлебом в 70-ти верстах от монастыря; хлеб был возвращен: мука была употреблена в братский расход, а овёс на посев. Монастырский приказ усмотрел в этом «неумеренную продерзость» и «презрение Его Императорского Величества указу» и донес Св. Синоду. Св. Синод послал допросные пункты архимандриту Льву, который и дал на них свои ответы. 7 июля 1725 года Монастырский приказ потребовал из заопределенных Горицкого монастыря вотчин 50 четвертей ржи для отсылки на посев в заопределенные вотчины Воскресенского девичьего монастыря, но архимандрит Лев ответил отказом и протестом в резкой форме, последствием чего была передача Камер-конторою (в которую был преобразован Монастырский приказ 29 декабря 1724 года) в сентябре 1725 года заопределенных вотчин Горицкого монастыря в управление комиссару Ярославской провинции Артемию Лаптеву. В 1726 году архимандрит Лев с братиею просили Св. Синод возвратить означенные вотчины по-прежнему в непосредственное ведение Горицкого монастыря, но решение Синода по этому делу неизвестно.
В 1725 году Лев участвовал в церемонии погребения Петра І, а 4-го июня того же года состоялось определение Синода о вызове его на чреду священнослужения и для присутствования в заседаниях Синода на 1726 год. Постановлением Верховного Тайного Совета на докладе Св. Синода от 17 мая 1727 года, утверждённым резолюциею императора Петра II, архимандрит Лев назначен был епископом на Воронежскую кафедру, 27 того же мая состоялось наречение архимандрита Льва во епископа Воронежского, а на другой день — хиротония.
Преосвященный Лев много потрудился по постройке кафедрального Благовещенского собора, начатого преосвященным Пахомием в 1718 году вместо обрушившегося собора, построенного св. Митрофаном. В 1728 году он просил Св. Синод, чтобы на постройку собора были обращены деньги и имущество покойных преосвященных Пахомия и Иосифа, взятые по повелению Св. Синода в Московскую духовную дикастерию, но Св. Синод 11-го сентября того же года отказал в этой просьбе. По его же просьбе Верховный Тайный Совет в 1730 году постановил отпустить из казённых Липских заводов 3000 пудов связного и полосного железа на постройку того же собора и колокольни.
Он первый из архипастырей Воронежских устроил «школы для детей священнических или и прочих в надежду священства»; в 1728 году издал распоряжение собирать с каждой приходской церкви, кроме обычных даней, по 40 коп. в год под названием «школьных денег» на содержание «славянских, а потом славяно-латинских школ».
8 июня 1730 года состоялось Высочайшее повеление о перемещении Воронежского епископа Льва в Астрахань, и через два дня постановление о вызове его в Москву: против Льва началось одно из тех дел, которые особенно ярко рисуют положение русских высших церковнослужителей в первой половине XVIII века Лев, ещё не зная, что ему угрожает, и будучи недоволен перемещением в Астрахань, замедлил с отъездом в Москву; 15 июля того же года Синод определил: с епископа Воронежского Льва за медленность исполнения Высочайшего указа взыскать 100 рублей, послать за ним нарочного дворянина и вместе с епископом привезти для допроса и приказного Воронежского архиерейского дома Попова. По дороге в Москву, в Серпухове, Лев, по Высочайшему указу, был взят капралом Преображенского полка и отвезён в Николаевский Угрешский монастырь, приказный же Попов и вся свита вместе с ризницей его и имуществом отправлены в Москву: возникло дело по доносу Воронежского вице-губернатора Пашкова, что Лев не отправил всенародного благодарственного молебствия о восшествии на престол Анны Иоанновны, а, напротив, возгласил на ектении имя царицы Евдокии Феодоровны (вдовы Петра Великого) и затем — имена «благоверных государынь цесаревны и царевен».
27 июля 1730 года ему предложены были от Синода вопросы: «1) что и кого ведая, 2) чего и к какой себе пользы надеяся, 3) на кого именно, и для чего уповая и 4) и с кем именно, словесно или письменно, или каковым другим образом действуя, скоро и не пропуская нимало времени, как был должен, соборного о вступлении на престол Её Императорского Величества молебствия не отправлял и весьма, как по всему видно, делать того не хотел», и на эти вопросы епископ должен был отвечать в три срока: 28 июля поутру в 10-м часу, того же числа пополудни в 7-м часу и 29 июля поутру в 10 часу, с угрозою, что наказание будет увеличиваемо по мере прохождения сроков. 28 июля в 12 часу пополуночи епископ Лев сказал, что на вышеуказанные 4 пункта ответствовать он ничего не имеет, и ему объявлено, «чтоб он никакого архиерейского и иерейского служения отныне за вышеписанным запирательством не чинил»; 28-го июля в исходе 8-го часа пополудни епископ Лев объявил то же, что и раньше — и ему объявлено, что «отнюдь епархии ему нигде в правление поручено не будет»; 29 июля в 12 часу после полуночи сказал, «что более он ничего говорить не имеет», и 21 августа того же 1730 года епископ Лев, «для конечного утверждения и подлинного известия допрашиван под присягою и, крайне напоминая праведный суд Божий, сказал, что не упомнит, было ли в неделю православия на ектениях воспоминание имени Её Величества, а прежде говорил от затмения своего, панихида же в тот день была, в чем шлется на соборян и певчих; по получении синодального указа панихиды и молебна не служил; о чтении манифеста в церкви не помнит и во всем шлется на соборян и певчих». 20 сентября 1730 года сочинен был экстракт из всего дела об епископе Льве и отправлен генералу Ушакову для доклада государыне. Сенат требовал по делу конференции с Синодом, но Синод 25 сентября отвечал: «если Правительствующий Сенат требует с Синодом конференции о деле бывшего Воронежского епископа Льва для того, чтоб согласно определить, что с ним, епископом, за его великую и многим подозрениям подлежащую продерзость делать, на то Синод благопочтенно сим ответствует: чего он, епископ, по суду духовному за вину свою и за крайнее упрямство и истины молчание достоин, то уже Синодом приговорено, а именно быть ему лишенну всего священного и монашеского чина и предану на суд гражданский, а приговора того экзекуция не учинена до крайней Её Величества резолюции, а какого он, Лев епископ, телесного наказания и истязания достоин, о том суду духовному определять не надлежит, но единого о том суда гражданского власть и дело».
29 сентября Сенат ведением сообщил Синоду, что государыня приговор Синода об епископе Льве конфирмовала, и 2 октября 1730 г. Синод определил: «бывшего Воронежского епископа Льва лишить всего священного сана и монашеского чина снятием с него клобука, камилавки, мантии и панагии чрез Угрешского игумена Аввакума сего ж числа». 2 декабря 1730 года Сенат сообщил Синоду, что государыня указала «ростригу Лаврентия — как теперь именовался Лев — за известную его вину сослать в Крестный монастырь, содержать за караулом в келье неисходно, никого к нему не допускать, чернил и бумаги для письма не давать, присылаемые ему письма отбирать, читать и отсылать губернатору для репортования Сенату и в церковь допускать под караулом».
Только после смерти Анны Иоанновны оказалось возможным ожидать облегчения участи епископа. 3 февраля 1741 года Синод постановил ходатайствовать пред правительницею Анной Леопольдовной по силе указа от 23 октября 1740 года, изданного в регентство Бирона, о прощении вин сосланных и лишенных сана бывших епископов Льва Воронежского и Игнатия Коломенского. На всеподданнейшем докладе Синода от 27 апреля 1741 года положена была 15 октября 1741 года резолюция, по которой бывших архиереев Льва и Игнатия решено из ссылки освободить и определить их в монастыри простыми монахами, причем, однако, «пищу давать против монахов в пятеро».
19 апреля 1742 года императрица Елизавета Петровна повелела бывшему «епископу Воронежскому Льву архиерейский сан возвратить», что и было исполнено того же апреля 22 дня. Преосвященному Льву снова предложена была епархия, но преосвященный «епархии принять не согласился и с пенсиею уволен в Московский Знаменский монастырь». С того времени он состоял при Архангельском соборе для служения панихид по почивающим в сем соборе царям и великим князьям.
В 1743 году, 3-го февраля, епископ Лев при служении панихиды в Московском Архангельском соборе ошибкою в возгласе упомянул имя Елисаветы Петровны вместо государыни цесаревны Анны Петровны, вследствие чего возникло дело в Синоде, но императрица «простила ему вину его». Последние 13 лет преосвященный Лев прожил в Москве. В январе 1755 года он серьёзно заболел и 28 того же января скончался и был погребен в Знаменском монастыре.
Биографы отмечают его природный ум, отличное воспитание, энергию, уверенность в себе. При этом, в качестве недостатка, указывают на его непокладистый, властный характер. Сохранилось свидетельство современника, знавшего Льва в 40– 50-х годах: “Вся Москва очень чтила и уважала его: он был точно истинный святитель и слуга Христов, человек умный и пречестный”.